# 유대학
유대학 또는 유대교 연구(Jewish studies)는 유대인과 유대교 연구를 중심으로 한 학문 분야이다. 유대학은 학제간 연구 분야이며 역사(특히 유대인 역사), 중동 연구, 아시아 연구, 동양 연구, 종교 연구, 고고학, 사회학, 언어(유대 언어), 정치학, 지역 연구, 여성 연구, 민족 연구의 측면을 결합한다. 독특한 분야로서의 유대학은 주로 북아메리카 지역의 대학에 존재한다.
관련 분야로는 홀로코스트 연구, 이스라엘 연구가 있고, 이스라엘에서는 유대인 사상이 있다. 발란 대학교는 세계 최대 규모의 유대인 연구 학교를 보유하고 있다. 하버드는 유대교의 전임 학자를 교수진으로 임명한 최초의 미국 대학이자, 또 해당 일을 수행한 세계 최초의 대학으로 추정한다.

## 같이 보기
- 히브리 유니언 칼리지
- 미국 유대신학교
- 시러큐스 대학교
- 예시바